# PTP4A1
PTP4A1 (англ. Protein tyrosine phosphatase type IVA, member 1) – білок, який кодується однойменним геном, розташованим у людей на короткому плечі 6-ї хромосоми. Довжина поліпептидного ланцюга білка становить 173 амінокислот, а молекулярна маса — 19 815.
| 10         |  | 20         |  | 30         |  | 40         |  | 50         |
| ---------- |  | ---------- |  | ---------- |  | ---------- |  | ---------- |
| MARMNRPAPV |  | EVTYKNMRFL |  | ITHNPTNATL |  | NKFIEELKKY |  | GVTTIVRVCE |
| ATYDTTLVEK |  | EGIHVLDWPF |  | DDGAPPSNQI |  | VDDWLSLVKI |  | KFREEPGCCI |
| AVHCVAGLGR |  | APVLVALALI |  | EGGMKYEDAV |  | QFIRQKRRGA |  | FNSKQLLYLE |
| KYRPKMRLRF |  | KDSNGHRNNC |  | CIQ        |  |            |  |            |

A: Аланін

C: Цистеїн

D: Аспарагінова кислота

E: Глутамінова кислота

F: Фенілаланін

G: Гліцин

H: Гістидин

I: Ізолейцин

K: Лізин

L: Лейцин

M: Метіонін

N: Аспарагін

P: Пролін

Q: Глутамін

R: Аргінін

S: Серин

T: Треонін

V: Валін

W: Триптофан

Кодований геном білок за функціями належить до гідролаз, протеїн-фосфатаз, білків розвитку. 
Задіяний у такому біологічному процесі, як клітинний цикл. 
Локалізований у клітинній мембрані, цитоплазмі, цитоскелеті, мембрані, ендоплазматичному ретикулумі, ендосомах.